# Austrochthonius easti
Espèce
Austrochthonius easti est une espèce de pseudoscorpions de la famille des Chthoniidae.

## Distribution
Cette espèce est endémique du Gascoyne en Australie-Occidentale. Elle se rencontre dans des grottes de la chaîne du Cap.

## Description
Le mâle holotype mesure 1,19 mm.

## Étymologie
Cette espèce est nommée en l'honneur de Malcolm East.

## Publication originale
- Harvey, 1991 : The cavernicolous pseudoscorpions (Chelicerata: Pseudoscorpionida) of Cape Range, Western Australia. Records of the Western Australian Museum, vol. 15, no 3, p. 487-502 (texte intégral).